# Praproče, Semič
Praproče este o localitate din comuna Semič, Slovenia, cu o populație de 15 locuitori.